# 청천중학교 (인천)
청천중학교(淸川中學校)는 대한민국 인천광역시 부평구 청천동에 있는 공립 중학교이다.

## 학교 연혁
- 1984년 12월 31일 : 청천중학교 설립인가(24학급)
- 1985년 3월 1일 : 제1대 이상례 교장 취임
- 1985년 3월 4일 : 1985학년도 신입생 입학(496명)
- 1985년 10월 4일 : 개교식 및 체육관 개관
- 2023년 9월 1일 : 제12대 김주호 교장 취임
- 2023년 12월 29일 : 제37회 졸업(졸업생 150명, 누계 14,782명)
- 2024년 3월 4일 : 2024학년도 신입생 194명 입학 (7학급)
- 2025년 3월 4일 : 2025학년도 신입생 175명 입학 (7학급)

## 참고 자료
- 청천중학교 - 한국교육학술정보원 학교알리미